# یورمیس-نادژدینسکویه
یورمیس-نادژدینسکویه (انگلیسی: Yuremis-Nadezhdinskoye) یک شهرک در شهرستان ایگلینسکی استان باشقیرستان کشور روسیه است.